# Convento dell'Annunciata (Medole)
Il convento dell'Annunciata, anche detto eremo dell'Annunciata, è un edificio religioso risalente al XV secolo, in provincia di Mantova, situato in località Annunciata, nella zona sud del territorio di Medole, ai confini con quello di Castel Goffredo.
Costruito in luogo appartato, anticamente boschivo, il convento venne in passato spesso ricordato come eremo. Il complesso è costituito da tre fabbricati disposti attorno al giardino, comprendenti quattro sale a volto, il chiostro, un rustico e la piccola chiesa.
(Donato Calvi. Memorie storiche degli Eremitani di Sant'Agostino, Milano 1669)

## Storia
Il convento ebbe origine da una donazione fatta da Guglielmo Luchino Venturella di Castel Goffredo di un oratorio privato, con casa ed orto contigui, assegnata agli Eremitani di Sant’Agostino con breve di Papa Callisto III del 1455. Nel 1467 i lavori erano probabilmente terminati o in stato avanzato, essendosi tenuto nel convento il Capitolo Generale della Congregazione di Lombardia degli Agostiniani. Nel 1499 il vescovo Leone dell'Ordine dei Minimi Osservanti, consacrò la chiesa oggi demolita.

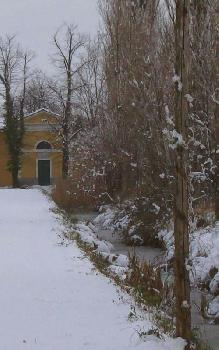
Ingresso della Chiesetta neoclassica del XIX secolo.

Durante il corso dei secoli seguenti, l'importanza del convento dell'Annunciata aumentò grazie alle munifiche donazioni della famiglia Gonzaga e dei comuni di Medole e Castel Goffredo. Nel 1532 il marchese di Castel Goffredo Aloisio Gonzaga donò agli Eremitani un fondo boschivo adiacente al convento. Dal 1467 al 1614 vi si tennero nove Capitoli Generali della Congregazione Lombarda dell'ordine agostiniano (Eremitani di Sant'Agostino).

Il 28 giugno 1543 l'Imperatore Carlo V, giunto al Castello di Medole per un incontro politico con la famiglia Gonzaga, sostò al convento donando agli agostiniani un prezioso breviario rilegato in argento. (Si ricorda che Carlo V fu particolarmente legato agli agostiniani e soggiornò a lungo nel convento di Sant'Agnese in Mantova, cui concesse benefici e privilegi). 
Nel corso del Cinquecento un'altra presenza illustre è quella di San Luigi Gonzaga, molto devoto all'immagine custodita nel convento e ritenuta miracolosa: Il Beato Luigi Gonzaga molte volte essendo al secolo visitò questa Santa Immagine, ad essa riverente offriva sé stesso, come si dava vedere dalla divozione e pietà nota del Santo, narra un documento dell'epoca.

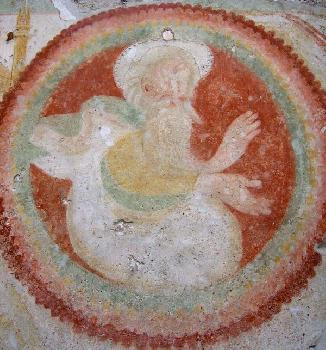
Convento dell'Annunciata di Medole: Padre benedicente, affresco del XV secolo.

Situato sul confine fra Medole e Castel Goffredo, il convento dell'Annunciata fu oggetto di una vertenza fra due rami della famiglia Gonzaga, i principi di Castiglione delle Stiviere e i marchesi di Castel Goffredo, che se ne contesero il possesso per 160 anni. Tale contesa fu caratterizzata anche da episodi di violenza, come accadde nel 1685 quando le milizie dei Gonzaga di Mantova, in quel momento anche signori di Castel Goffredo, arrivarono ad occupare il castello di Medole, feudo del ramo di Castiglione.
Il 12 giugno 1783, sotto il regno dell'imperatore Giuseppe II, venne decretata la soppressione del convento. Nel 1808 i fabbricati furono venduti dal Demanio al cavaliere Giovanni Arrighi di Medole. Il 5 novembre 1885 il vescovo di Mantova Giuseppe Sarto, futuro Papa Pio X, visitò l'attuale chiesetta neoclassica e riconfermò l'autorizzazione a celebrarvi la messa, come tuttora avviene.
Nel 1994, il regista Alberto Rondalli scelse il convento come location per girarvi il mediometraggio Quam Mirabilis che ottenne una menzione speciale della giuria al festival di Kiev (1994), di Dunkerque (1995), di Sulmona (1994) per la miglior regia, il premio speciale della giuria al festival di Messina (1995).
Fino alla fine del XVIII secolo, il 25 marzo, giorno dell'Annunciazione, sulla strada antistante il convento aveva luogo un'importante fiera che richiamava gran numero di fedeli. Un editto del 1589 di Alfonso Gonzaga, marchese di Castel Goffredo, proibiva che il giorno della fiera si portassero armi nella chiesa:
(Editto di Alfonso Gonzaga, marchese di Castelgoffredo, 24 marzo 1589 Archivio Gonzaga. Mantova)

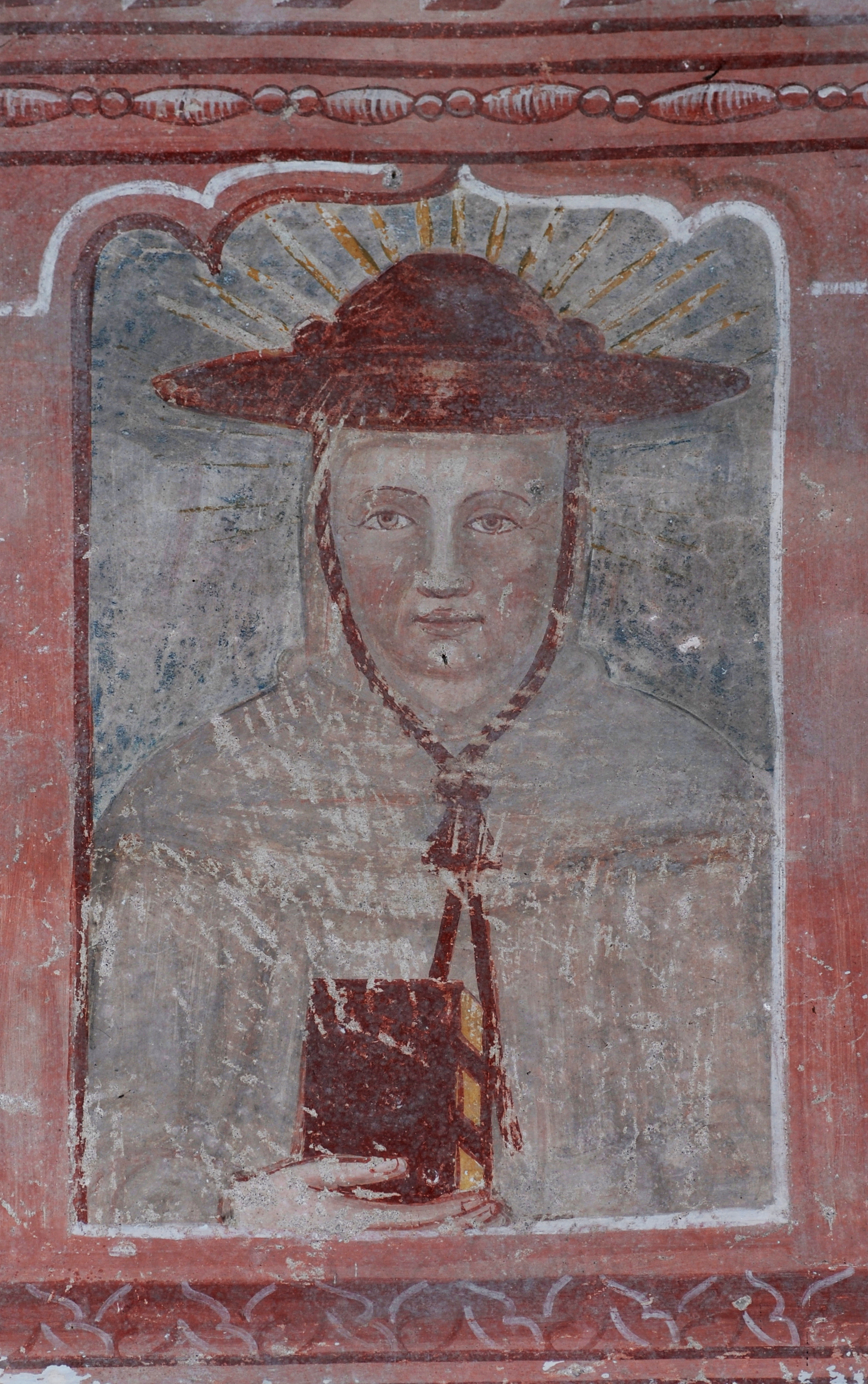
Sala capitolare. Affresco della prima metà del secolo XV.

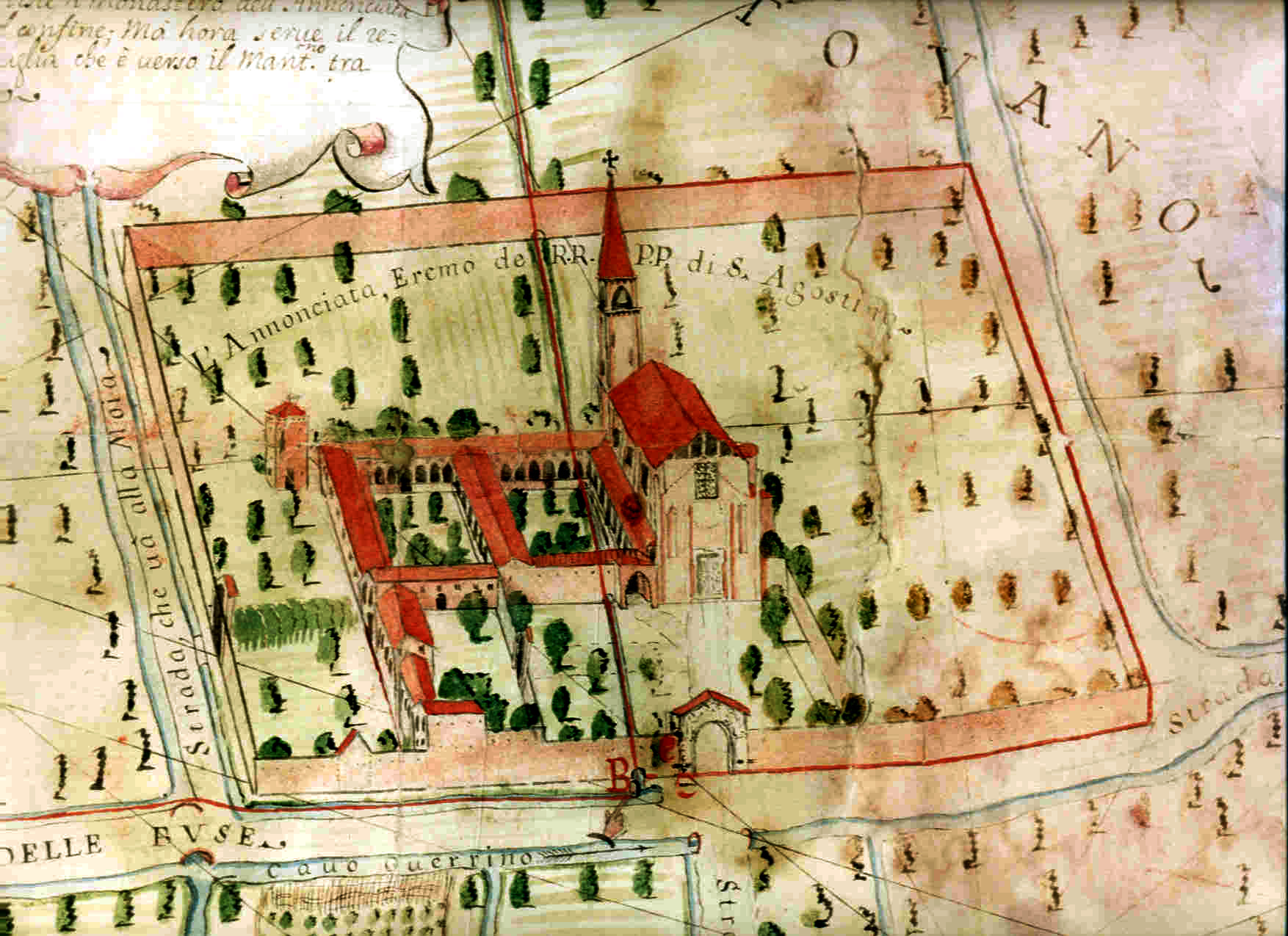
Veduta a volo d'uccello del complesso monastico. Ingegner Moscatelli Battaglia, Metà del XVIII secolo (Mantova, Archivio Gonzaga)

Oggi è un'abitazione privata non aperta al pubblico, visitabile su appuntamento, a richiesta può accogliere ricevimenti ed eventi culturali.

## Voci correlate

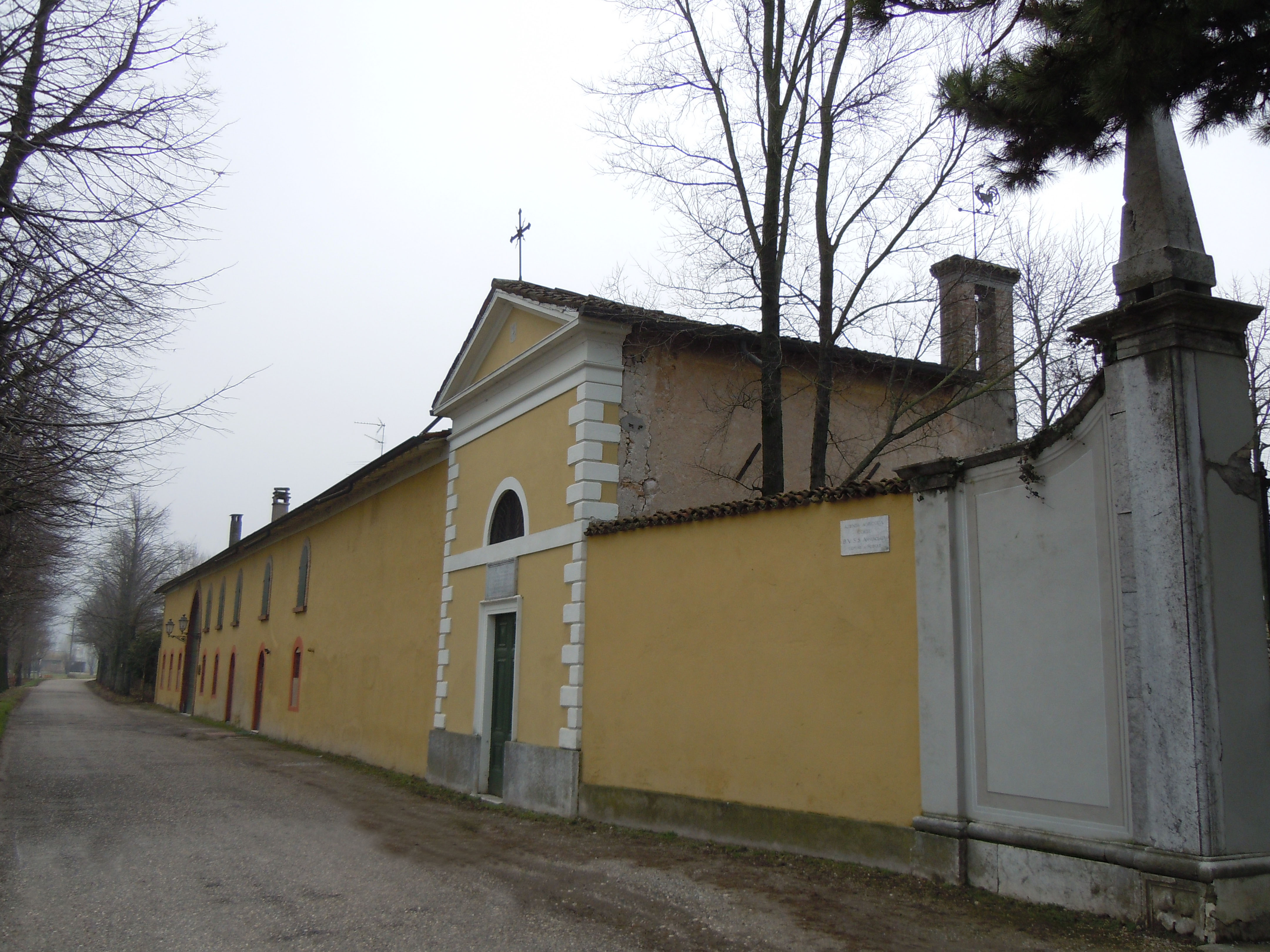
Convento dell'Annunciata, esterno

## Architettura e arte

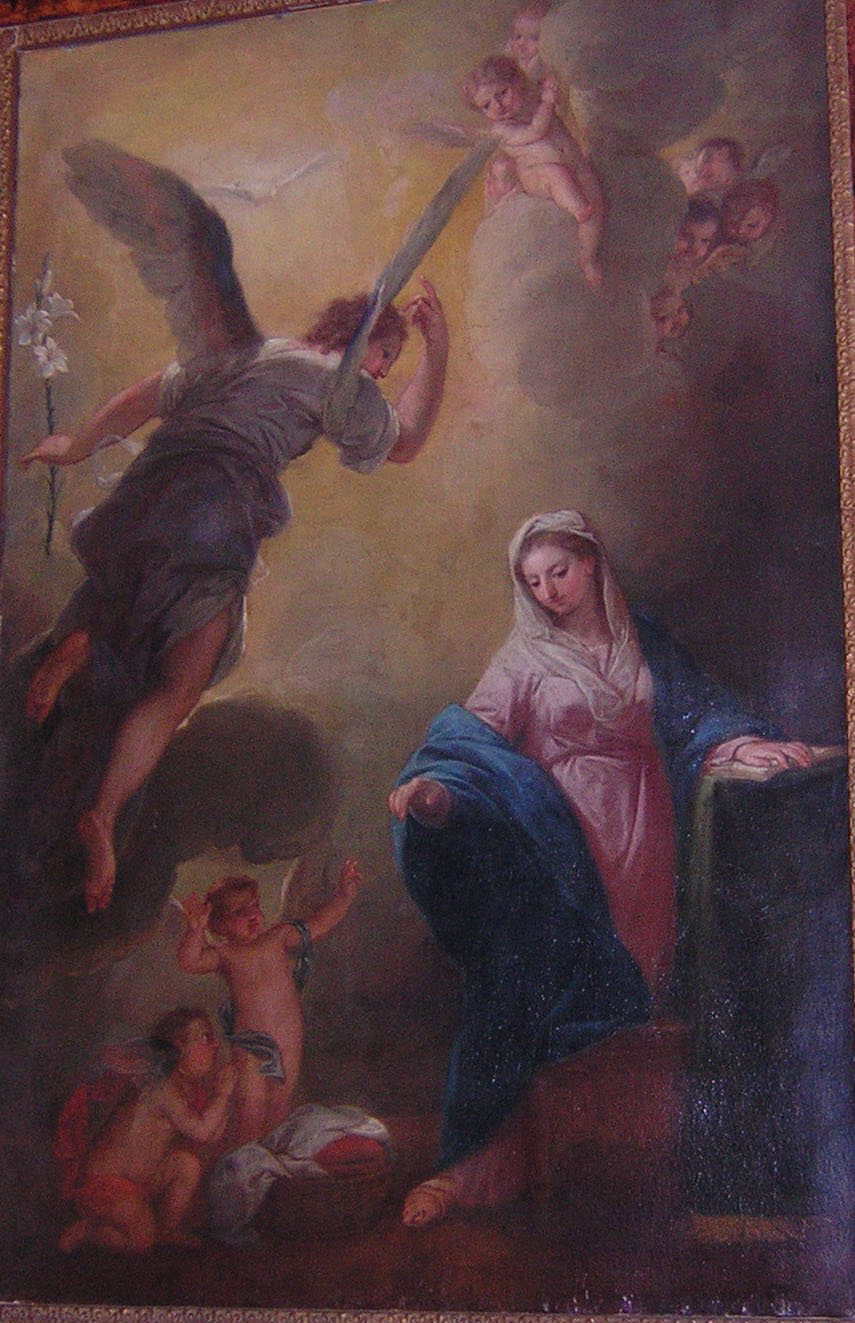
Altare della chiesa. Annunciazione, scuola veneta, seconda metà del XVIII secolo

L'edificio è un tipico esempio di architettura tardo gotica lombarda realizzata in cotto. La struttura originale constava di due chiostri e un'ampia chiesa dedicata a un'immagine miracolosa della Santissima Vergine Annunciata. Un muro di cinta costruito in sasso si sviluppa ancora oggi per circa un chilometro racchiudendo un parco di sei ettari e facendone la più ampia area cintata in antico del mantovano.
Dell'antico edificio oggi sono rimaste solo alcune parti dei chiostri gotici, dei saloni con coperture a volto e a cassettoni.

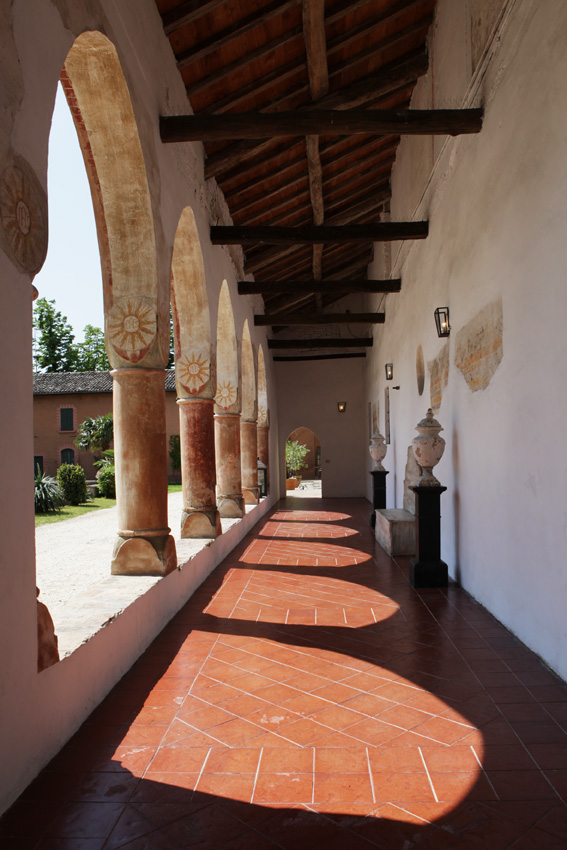
Convento dell'Annunciata di Medole: chiostro gotico. XV secolo.

Come si deduce da numerosi disegni conservati presso l'archivio Gonzaga di Mantova, il complesso monastico originario era costituito da una chiesa, oggi scomparsa, dal refettorio, dalle sale capitolari e da due chiostri gotici di cui rimangono oggi dei frammenti. Allo stato attuale l'edificio si presenta con una semplice facciata neogotica che termina con la chiesa odierna, di spoglio impianto neoclassico, edificata nel 1851.
All'interno si trovano i resti dei due chiostri gotici che presentano una composizione assai simile a quella dei chiostri dell'abbazia di Polirone.
Tutto è realizzato in cotto secondo la tradizione padana con interessanti lacerti di decorazioni a fresco ancora oggi leggibili sulle colonne e le mostre degli archi a ogiva.

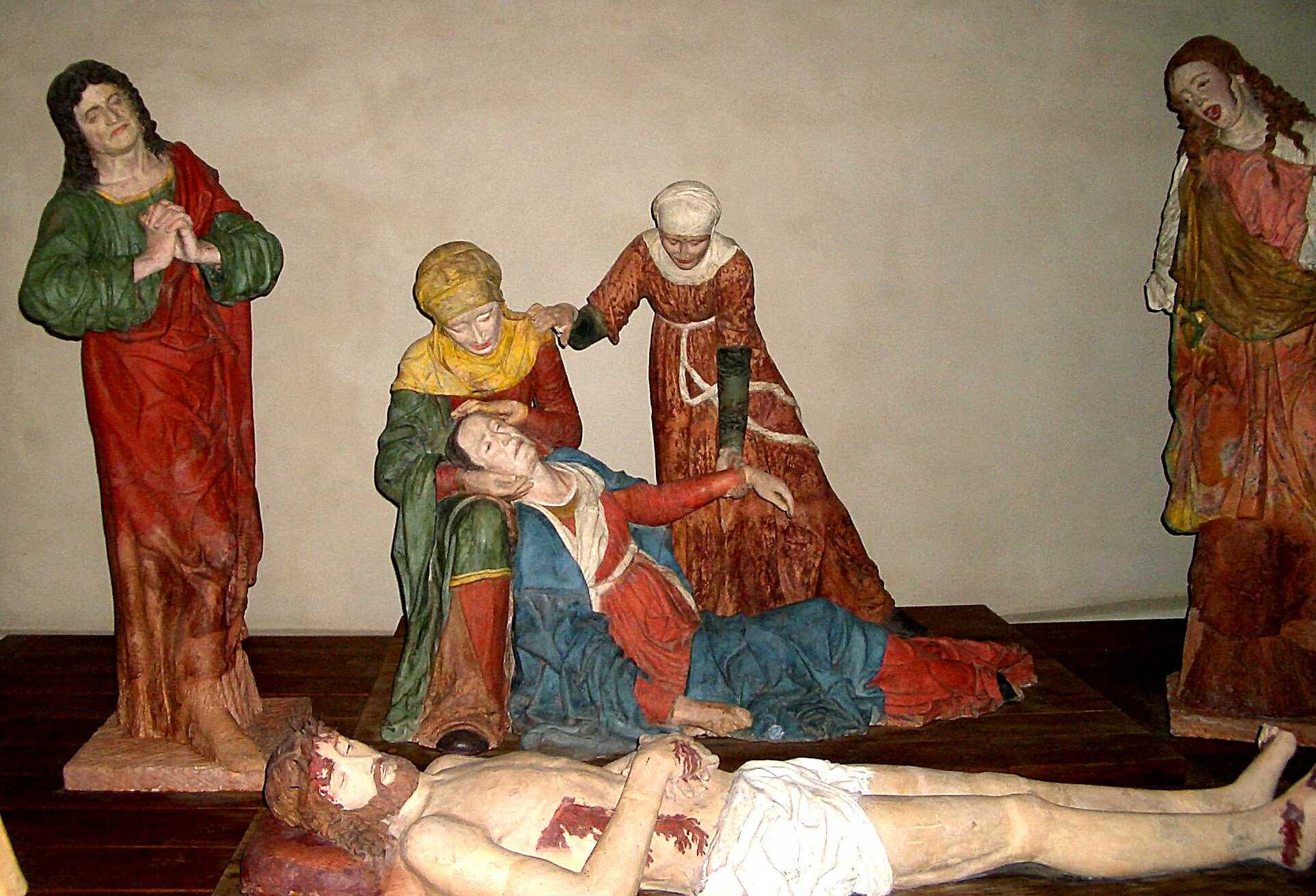
Il compianto sul Cristo morto, un tempo custodito nel convento. Attribuito da Giuliana Algeri alla cerchia di
Andrea Mantegna, 1480 circa

I fusti delle colonne sono vivacemente dipinti di rosso, lo strato sottostante di pittura fa supporre una decorazione a viticci. I capitelli, decorati col trigramma di San Bernardino attorniato da angeli alati, sono di sapore tardo gotico. Sulle pareti del chiostro frammenti di decorazioni ricordano la presenza in antico di un cornicione in finto marmo di gusto già rinascimentale.
Fra gli altri elementi decorativi esterni risalenti al XV secolo si ricordano due finestre trilobate e affrescate ed un Padre Benedicente attorniato da angeli musicanti.
Sempre del Quattrocento sono tre sale con copertura a volto e le sale capitolari con soffitti a cassettoni, queste riccamente affrescate ma ancora in attesa di restauro.

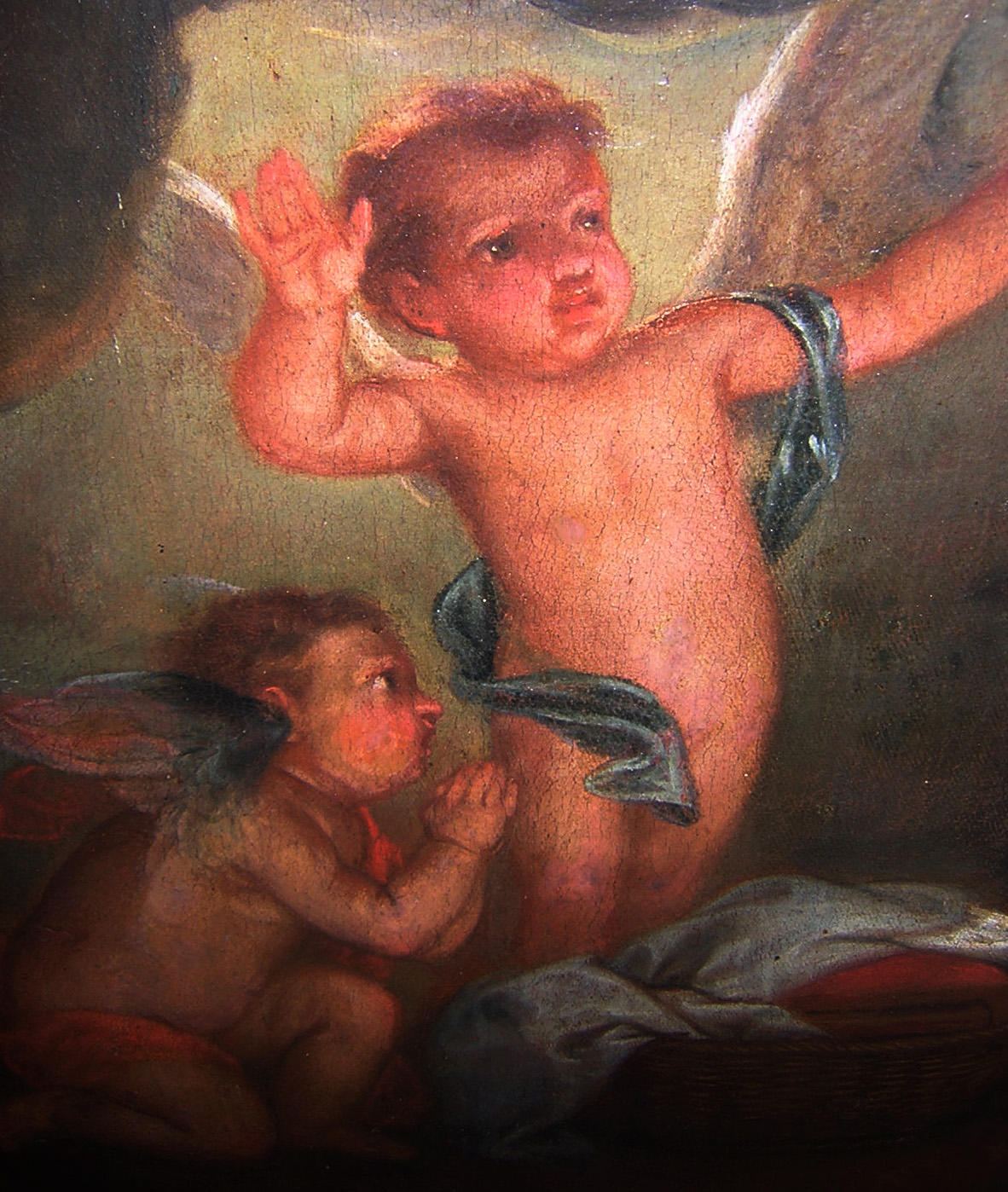
Annunciazione, seconda metà del XVIII secolo. Particolare

Nell'antica chiesa dell'Annunciata era conservato il noto gruppo scultoreo in terracotta dipinta del Compianto sul Cristo morto (oggi nella parrocchiale di Medole) un tempo attribuito allo scultore Guido Mazzoni oggi, dopo gli studi recenti di Giuliana Algeri, restituito ad un plasticatore della stretta cerchia di Andrea Mantegna.
La chiesa attuale presenta semplici decorazioni a tempera del XIX secolo di carattere architettonico ed una pala d'altare d'area veneta della seconda metà del XVIII secolo.